# Matangapatta
Matangapatta és una branca de l'hinduisme fundada al segle xiv per Kishan Bhat (que seria el que es feia dir Krishnabhatta), assistent espiritual del rajà de Paithan (que governava ver la meitat del segle XIV) i desenvolupada entre les castes mahars i mangs; aquesta secta estava centrada en Krixna i en la seva reencarnació.